# 格雷格·温特
格雷戈里·保罗·「格雷格」·温特爵士（英語：Sir Gregory Paul "Greg" Winter，1951年4月14日—），英国生物化学家，治疗性单克隆抗体的先驱。他发明了“拟人化”（1986年）和全拟人化的噬菌体展示技术，以及用于治疗用途的抗体的相关技术。他是英国剑桥大学三一学院成员。他是医学研究委员会分子生物学实验室，主管蛋白质和核酸化学分部。2018年获诺贝尔化学奖。